# 월드 클래스 레킹 크루
월드 클래스 레킹 크루(World Class Wreckin' Cru)는 미국의 힙합 그룹이다.

## 디스코그래피
- World Class (1985)
- Rapped in Romance (1986)